# Neophilaenus
Neophilaenus — род полужесткокрылых насекомых из семейства цикад-пенниц.

## Описание
Вершина Эдеагуса с плоскими лопастями, край которых в проксимальной части или целиком равный. Генитальные пластинки с боковым зубцом.

## Систематика
В составе рода:
- Neophilaenus albipennis (Fabricius, 1758)
- Neophilaenus angustipennis (Horváth, 1909)
- Neophilaenus campestris (Fallén, 1805)
- Neophilaenus exclamationis (Thunberg, 1784)
- Neophilaenus infumatus (Haupt, 1917)
- Neophilaenus limpidus (Wagner, 1935)
- Neophilaenus lineatus (Linnaeus, 1758)
- Neophilaenus longiceps (Puton, 1895)
- Neophilaenus minor (Kirschbaum, 1868)
- Neophilaenus modestus (Haupt, 1922)
- Neophilaenus pallidus (Haupt, 1917)